# Silvia Díaz
Silvia Andrea Díaz Acosta (Ovalle, 20 de agosto de 1987) es una científica y académica chilena, especialista en química. Desde septiembre de 2022 hasta marzo de 2023 se desempeñó como ministra de Ciencia, Tecnología, Conocimiento e Innovación de su país,bajo el gobierno del presidente Gabriel Boric y siendo la primera mujer en el cargo.
En marzo de 2023 fue nombrada por el presidente Boric como Presidenta del Consejo Nacional de Ciencia, Tecnología, Conocimiento e Innovación para el Desarrollo cargo que ocupa en la actualidad.

## Familia, estudios y carrera profesional
Nació en la comuna chilena de Ovalle el 20 de agosto de 1987, hija de Francisco Díaz Astorquiza y Lila Acosta Díaz. Estudió en el Colegio Santa María de dicha comuna desde 3.° año básico hasta su egreso de la enseñanza media. Continuó los estudios superiores cursando una licenciatura en química en la Pontificia Universidad Católica (PUC) entre 2006 y 2011, y posteriormente efectuó un doctorado en química en la misma casa de estudios, graduándose en 2015.
En el ámbito laboral, entre 2018 y 2022, se desempeñó como subdirectora y directora científica de la Fundación Encuentros del Futuro, entidad a cargo del Congreso Futuro. Por otra parte, durante el segundo gobierno de Sebastián Piñera, desarrolló y asesoró diversos proyectos del Ministerio de Ciencia, Tecnología, Conocimiento e Innovación, como la serie científica Por la Razón y la Ciencia y el Consejo del Futuro. Asimismo, formó parte equipos de investigación de diferentes institutos de excelencia, pertenecientes a la Iniciativa Científica Milenio. también fue directora ejecutiva de centros de investigación y asesora científica en el Senado.

## Actividad política
En el ámbito político es independiente, posicionándose cercana al Partido por la Democracia (PPD). El 6 de septiembre de 2022 el presidente Gabriel Boric efectuó su primer cambio de gabinete, instancia en la cual fue nombrada como titular del Ministerio de Ciencia, Tecnología, Conocimiento e Innovación, reemplazando al biólogo Flavio Salazar. Se convirtió en la primera mujer en ejercer el cargo desde la creación de dicha repartición en 2018, así como también en la más joven. Con ocasión del segundo cambio de gabinete de dicho mandatario, el 10 de marzo de 2023, dejó el puesto gubernamental, siendo reemplazada por la abogada Aisén Etcheverry.